# Petite rivière du Loup
Petite rivière du Loup är ett vattendrag i Kanada.   Det ligger i provinsen Québec, i den sydöstra delen av landet, 230 km öster om huvudstaden Ottawa.
Runt Petite rivière du Loup är det ganska glesbefolkat, med 28 invånare per kvadratkilometer.